# Aeroport
Aeroport (ryska: Аэропорт, Flygplatsen) är en tunnelbanestation på Zamoskvoretskajalinjen i Moskvas tunnelbana. Stationen ligger i närheten av Chodynkaflygplatsen, Moskvas första, numera nedlagda, flygplats. Leningradskij prospekt startar precis i närheten av tunnelbanestationen.
Aeroport är en av stationerna i Moskvas tunnelbanas andra steg, och öppnades den 11 september 1938. Den är ytnära och är byggd genom öppet schakt-metod som en enkelvalvsstation. Betongelementen prefabricerades och sänktes ner i stationen. Arkitekterna Vilenskij och Jersjov har använt flyg som tema till den stora, öppna stationen, och den ses som ett av de finaste exemplen på sovjetisk art déco-arkitektur.